# شون اوگوری
شون اوگوری (انگلیسی: Shun Oguri؛ زادهٔ ۲۶ دسامبر ۱۹۸۲) بازیگر و صداپیشه اهل ژاپن است. وی از سال ۱۹۹۴ میلادی تاکنون مشغول فعالیت بوده‌است. از فیلم‌هایی که وی در آن نقش داشته‌است، می‌توان به کلاغ‌ها: قسمت صفر و کنسرت نوبوناگا اشاره کرد.